# 政権戦略研究会
政権戦略研究会（せいけんせんりゃくけんきゅうかい）は、民主党のグループ。通称：羽田グループ。

## 概説
1998年4月の民主党結成に際して民政党から合流した羽田孜元内閣総理大臣ら保守系・ハト派の議員の集まりをもとに結成された。
2002年9月の代表選を契機に若手の多くが凌雲会（前原グループ）や花斉会（野田グループ）へと移ったため、以後は羽田ら旧民政党出身のベテランが中心となった。政権交代を実現する会（鳩山グループ）とともに旧新進党出身の保守系議員の受け皿となってきたが、鳩山グループに移る議員も多かった。保守新党結成の例にみられるように離党者も多く出した。
協調して行動することが多い旧自由党系の小沢グループ、鳩山グループ、旧民社党系の民社協会（川端グループ）とともに保守系グループとして一括りにされることもあった。また、小沢一郎に近い石井一から距離を置く渡部恒三まで幅広い議員が存在し、リーダーの羽田の高齢化に伴い求心力も低下したため、グループとしての結束力を低下させていった。

## 歴史

### 発足
1998年4月の民主党結成に際して民政党から合流した国会議員を中心に形成された議員の集合体を前身とする。当初は党内での発言力確保を目的とし、最終目標としてリーダーの羽田孜の首相再登板を掲げていた。
2001年10月17日に保守系議員の結集を掲げて「政権戦略研究会」の名で正式に旗揚げし、10月23日にリーダーの羽田に加えて熊谷弘、中野寛成、石井一、鹿野道彦、岩國哲人らを顧問に迎えた集団指導体制をとることを決めた。2002年に入ると活動を活発化させ、2月13日にグループのメンバーが中心となって設立した「(選択的)夫婦別姓を慎重に考える会」の初会合を開き、4月3日に「北朝鮮による主権侵害に毅然とした対応を求める要請書」を党代表の鳩山由紀夫に申し入れた。
2002年9月の代表選では熊谷を中心としたベテラン、中堅の多くが岡田克也擁立に動いたのに対し、若手の多くが野田佳彦を支持して分裂状態となり、野田支持派は凌雲会（前原グループ）や花斉会（野田グループ）へと移った。鳩山再選後の党役員人事では代表選への出馬を取りやめて鳩山の支援に回った中野が幹事長に起用され、露骨な論功行賞と批判を浴びた。鳩山の退陣論も出る中でグループは微妙な立場に立たされたが、自由党や社会民主党との統一会派構想を提起して党の立て直しを唱えた。12月の代表選で菅直人が岡田を破って代表に選出された直後、国会対策委員長を歴任した熊谷や佐藤敬夫などの有力議員が保守新党結成に参加してさらに打撃を受けた。
2005年9月の代表選で前原誠司が菅を破って代表に選出された後、2006年3月に堀江メール問題の責任を取って野田が国会対策委員長を辞任すると、後任に渡部恒三が起用された。4月の代表選では4月3日にグループとして小沢一郎支持を決定し、小沢が代表に選出された。渡部は続投したが、9月の代表選後の党役員人事で退任した。
2009年5月の代表選では5月14日に自主投票を決定したが、羽田が鳩山支持を表明するなど、大半が鳩山を支持し、鳩山が代表に選出された。

### 民主党政権下
8月の第45回衆議院議員総選挙を経た政権交代後の内閣人事では原口一博が総務大臣、北澤俊美が防衛大臣として初入閣し、党役員人事では石井が選挙対策委員長に就任した。
2010年6月2日に鳩山が辞意を表明すると、続く6月の代表選では結成時の世話人を務めた樽床伸二が出馬したが、6月3日に自主投票を決定し、菅が代表に選出された。その後の内閣人事では原口、北澤ともに再任され、党役員人事では樽床が国会対策委員長に就任した。
9月の代表選では自主投票の方向となり、羽田ら一部が小沢の支援に回ったが、菅が再選された。その後の内閣改造では北澤が留任し、鹿野が農林水産大臣に任命され、原口が退任した。2011年1月の内閣改造では鹿野、北澤が留任し、中野が国家公安委員会委員長として初入閣したほか、党役員人事では石井が選挙対策委員長に就任した。
2011年8月26日に菅が辞意を表明すると、続く8月の代表選では結成時の顧問を務めた鹿野と結成時の世話人を務めた後に自身のグループを立ち上げた野田が出馬したが、8月25日に自主投票を決定した。結果は野田の当選に終わったが、代表幹事を務めた吉田公一や結成時の世話人を務めた松崎公昭など残るメンバーの多くが鹿野陣営につき、これをもとに素交会（鹿野グループ）が立ち上げられたため、党内主要グループとしての地位を譲ることとなった。
野田が代表に選出された後の内閣人事では鹿野が再任され、中川正春が文部科学大臣、前田武志が国土交通大臣として初入閣し、中野が退任したほか、党役員人事では樽床が幹事長代行に就任した。2012年1月の内閣改造では鹿野、前田が留任し、中川が防災担当大臣・「新しい公共」担当大臣・少子化対策担当大臣・男女共同参画担当大臣に横滑りしたほか、党役員人事では城島光力が国会対策委員長に就任した。6月の内閣改造では中川が留任し、羽田雄一郎が国土交通大臣として初入閣し、鹿野、前田が退任した。9月の代表選後の内閣改造では羽田が留任し、樽床が総務大臣、城島が財務大臣として初入閣し、中川が退任した。
2012年12月の第46回衆議院議員総選挙では羽田と渡部が政界引退を表明し、現職閣僚の樽床と城島が落選したほか、原口も小選挙区で落選して比例復活となった。12月の代表選後の党役員人事では中川が幹事長代行に就任した。2013年7月の第23回参議院議員通常選挙では石井が落選し、輿石東の参議院副議長就任に伴う参議院議員会長選では北澤が出馬したが輿石に近い郡司彰に敗れた。

## 解散時の構成

### 歴代役員
| 顧問                                                                    |
| ----------------------------------------------------------------------- |
| （羽田孜） （熊谷弘） （中野寛成） （石井一） （鹿野道彦） （岩國哲人） |

### 衆議院議員
- 中川正春[注 4]（5回、三重2区）
- 原口一博[4][注 5][注 6]（5回、佐賀1区）

### 参議院議員
- 北澤俊美[注 7]（4回、長野県）
- 羽田雄一郎[4][注 8]（3回、長野県）
- 増子輝彦[注 9]（2回・衆院3回、福島県）
- 石井一[2]（1回・衆院11回、比例区）
- 金子恵美（1回、福島県）

## 解散以前の離脱者
- 松田岩夫 - 1999年8月に民主党会派離脱。
- 武正公一[注 10]、長浜博行[4][注 10]、野田佳彦[注 5]、藤村修[注 7]、松本剛明[注 7] - 2002年、志士の会設立に参加。
- 古川元久[4]、細野豪志[注 10]、渡辺周[注 10] - 2002年、凌雲会設立に参加。
- 江崎洋一郎[4][注 7]、金子善次郎[注 5]、熊谷弘[2][注 10]、佐藤敬夫、山谷えり子[注 7]、山村健[注 10] - 2002年12月に民主党除籍。
- 後藤茂之[4][注 7] - 2003年1月に民主党離党。
- 松沢成文[4][注 5] - 2003年2月に民主党離党。
- 釘宮磐[4][注 5] - 2003年3月に民主党離党。
- 山田敏雅[4][注 7] - 2003年7月に民主党離党。
- 上田清司[4][注 5] - 2003年8月に民主党離党。
- 江本孟紀[4] - 2003年12月に民主党離党。
- 中村哲治[4] - 2004年8月2日、リベラルの会設立に参加。
- 大谷信盛[注 10]、榛葉賀津也[注 7]、中山義活[4][注 7]、伴野豊[注 7]、舟山康江、前田雄吉、牧義夫[注 7]、松野頼久[注 7]、松原仁[注 11]、三井辨雄[注 5]、鈴木寛[注 7] - 政権交代を実現する会へ移籍。
- 小林憲司[4][注 7] - 2005年9月に民主党除籍。
- 佐藤雄平[注 7] - 2006年10月に民主党離党。
- 鈴木康友[4][注 11] - 2006年12月に民主党離党。
- 鮫島宗明[注 10] - 2007年4月に民主党離党。
- 木下厚[4][注 7] - 2007年9月に民主党離党。
- 岩國哲人[2][注 7] - 第45回衆議院議員総選挙不出馬に伴い、離脱。
- 梅村聡 - 花斉会へ移籍。
- 樽床伸二[4][注 5]、笠浩史 - 2010年10月4日、青山会設立に参加。
- 小泉俊明[4][注 7] - 2010年12月14日、雄志会設立に参加。
- 後藤斎[4][注 7]、山口壯 - 2011年3月9日、「日本のグランド・デザイン」研究会設立に参加
- 鹿野道彦[2]、楠田大蔵、田名部匡代、中津川博郷[4][注 7]、松崎公昭[注 5]、吉田公一[注 5]、前田武志 - 2011年8月31日、素交会設立に参加。
- 下条みつ - 第46回衆議院議員総選挙落選に伴い、離脱。
- 川崎稔 - 2013年4月に民主党除籍。

### その他国政選挙落選・引退者
※は、国政選挙落選者、◆は、政界を引退した者。●は、在職中の物故者。括弧内は、議員でなくなった時点での議会所属。
- 渡部恒三◆（衆・福島4区）
- 今田保典◆（衆・比例東北）[4]
- 城島光力※（衆・神奈川10区）[注 7]
- 奥田建※（衆・石川1区）[4][注 7]
- 羽田孜◆（衆・長野3区）[2]
- 堀込征雄※（衆・比例北陸信越）[4][注 7]
- 園田康博※（衆・岐阜3区）
- 津川祥吾※（衆・静岡2区）[4][注 10]
- 木俣佳丈◆（参・愛知県）[4][注 10][注 12]
- 中野寛成◆（衆・大阪8区）[2]
- 古賀一成※（衆・比例九州）[4][注 7]
- 大石尚子●（参・比例区）[4][注 10]
- 大石正光※（参・比例区）
- 佐藤道夫◆（参・比例区）[注 7]
- 山本孝史●（参・比例区）[注 10]